# 路下乡
路下乡，是中华人民共和国福建省宁德市屏南县下辖的一个乡镇级行政单位。

## 行政区划
路下乡下辖以下地区：
路下村、前凤林村、罗纱洋村、发竹坑村、富塘村、五溪村、芳院村、三万里村、门里村、中秋村和岭头村。